# Bosna (berg)
Bosna (bulgariska: Босна) är ett berg i Bulgarien.   Det ligger i regionen Burgas, i den östra delen av landet, 300 km öster om huvudstaden Sofia. Toppen på Bosna är 453 meter över havet, eller 128 meter över den omgivande terrängen. Bredden vid basen är 4,9 km.
Terrängen runt Bosna är platt åt nordväst, men åt sydost är den kuperad. Bosna ligger uppe på en höjd som går i öst-västlig riktning. Runt Bosna är det mycket glesbefolkat, med 7 invånare per kvadratkilometer.. 
I omgivningarna runt Bosna växer i huvudsak lövfällande lövskog.